# Franz Büchner
Franz Büchner (Boppard, 20 de enero de 1895 - Freiburg im Breisgau, 9 de marzo de 1991) fue un destacado patólogo alemán del siglo XX. Estudió medicina y ciencias naturales en la Universidad de Gießen y se graduó en 1921. Comenzó su carrera como patólogo en la Universidad de Friburgo, con el famoso patólogo Ludwig Aschoff y escribió su tesis sobre el diagnóstico y desarrollo del cáncer gástrico. En 1933, se convirtió en director del Instituto de Patología del Hospital Friedrichshain de Berlín y en 1934 comenzó a enseñar como profesor en la Universidad de Berlín. Büchner regresó a Friburgo en 1936 para dirigir el Instituto de Patología de la universidad, cargo que ocupó hasta su jubilación en 1963.
Franz Büchner no solo fue muy conocido por su investigación sobre el papel de la hipoxia en las malformaciones congénitas, sino también por su crítica pública al «programa de eutanasia» nazi. Según el historiador británico Richard J. Evans, Büchner realizó en noviembre de 1941 «el ataque más decidido al programa [Aktion T-4] por parte de un médico durante la vigencia del Tercer Reich». En una conferencia se preguntó retóricamente sobre el juramento hipocrático: «¿El ser humano del futuro será valorado únicamente por su valor biológico?». Su respuesta fue inequívocamente negativa. «Todo médico que piense en términos hipocráticos rechazará la idea de que la vida de los enfermos incurables debería describirse, en el sentido de Binding y Hoche, como una vida indigna de ser vivida». El abogado Karl Binding y el psiquiatra forense Alfred Hoche eran los autores de un pequeño libro publicado en 1920 que defendía la eliminación de las personas que llevaban una «vida indigna de la vida» (Vernichtung lebensunwerten Lebens), que incluía a los enfermos incurables y a los retrasados mentales, argumentando, además de las razones de «higiene racial», que constituían una «existencia lastre» para la comunidad debido al alto coste que suponía cuidarlos y al gran número de camas de hospitales que ocupaban. Para Büchner, Binding y Hoche estaban abogando por la violación de la ética médica fundamental. «La vida es el único amo a quien debe servir el médico», concluyó Büchner.